# Elbot
Elbot es un robot conversacional creado por Fred Roberts.
Durante la edición número 18 del Premio Loebner para la inteligencia artificial, que tuvo lugar durante los días del 11 al 12 de octubre de 2008, el programa Elbot logró convencer a tres de los 12 jueces humanos que le interrogaron de que era indistinguible de un ser humano, siendo seleccionado como el ganador este año de la Medalla de Bronce de la competición.
En el caso de que Elbot hubiera logrado convencer a otro de los jueces, podría haber pasado el límite del 30% que estableció Alan Turing cuando definió el Test de Turing en 1950, que es la base de este premio
.